# Gare centrale de Bielefeld
La gare centrale de Bielefeld, en allemand Bielefeld Hauptbahnhof est une gare ferroviaire allemande, c'est la gare principale de la ville de Bielefeld et de la région Westphalie-de-l'Est-Lippe dans le Land de la Rhénanie-du-Nord-Westphalie.
La gare se trouve au nord-ouest de la ville et sépare le nouveau quartier de la gare (Bahnnofsviertel) et le centre-ville (Innenstadt). Non loin du bâtiment, se situe la station souterraine du métro de Bielefeld, Hauptbahnnof (gare centrale). Celle-ci permet de rejoindre le centre-ville en quelques minutes. En face, se situe avec la Halle de la ville de Bielefeld (de), le centre de conférence de la ville avec un hôtel dédié.